# Моларе
Моларе (итал. Molare) је насеље у Италији у округу Алесандрија, региону Пијемонт.
Према процени из 2011. у насељу је живело 1676 становника. Насеље се налази на надморској висини од 226 м.

## Становништво
| 1931. | 1936. | 1951. | 1961. | 1971. | 1981. | 1991. | 2001. | 2011. |
| ----- | ----- | ----- | ----- | ----- | ----- | ----- | ----- | ----- |
| 2.439 | 2.296 | 2.147 | 1.808 | 1.580 | 1.799 | 2.034 | 2.044 | 2.269 |